# Martin Werhand

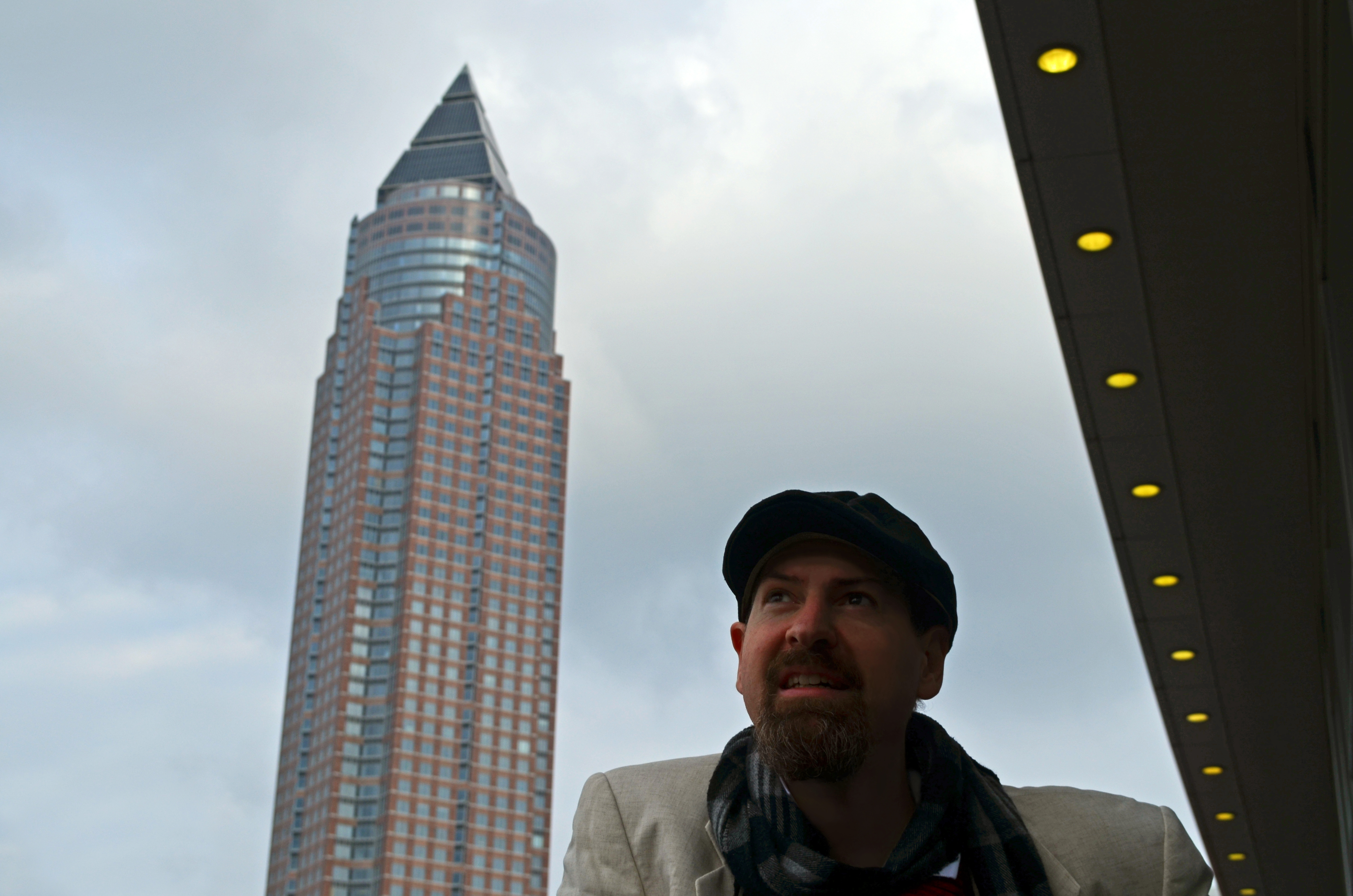
Martin Werhand auf der Frankfurter Buchmesse (2015)

Martin Werhand (* 13. Mai 1968 in Neuwied) ist ein deutscher Verleger, Herausgeber und Schriftsteller. 1997 gründete er den Martin Werhand Verlag mit den Publikationsschwerpunkten zeitgenössische und klassische Belletristik. Der Sitz des Verlages ist in Melsbach in Rheinland-Pfalz.

## Leben und Werk
Martin Peter Werhand wurde 1968 als Sohn des Neuwieder Kunstschmiedes Klaus Rudolf Werhand geboren. Nach dem Abitur 1988 am Werner-Heisenberg-Gymnasium Neuwied studierte Werhand von 1992 bis 1997 Germanistik (unter anderem bei Günter Blamberger), sowie Anglistik (bei Ansgar Nünning) und Theater-, Film- und Fernsehwissenschaft (bei Renate Möhrmann) an der Universität zu Köln. Noch während des Studiums 1997 entschloss sich Werhand zur Gründung eines unabhängigen Literaturverlages. Als Verleger und Herausgeber des Martin Werhand Verlags betreute er zwischen 1999 und 2002 die Werke von zahlreichen jungen Autorinnen und Autoren in der Anthologie-Reihe Junge Lyrik. Angefangen mit dem ersten Band der Reihe über die Bände Junge Lyrik II und Junge Lyrik III folgten bis 2003 zahlreiche Lesungen in Rheinland-Pfalz und Nordrhein-Westfalen. 2006 publizierte er die Lyrik-Anthologie Die Jahreszeiten der Liebe. Seit 2014 gibt Werhand neben Anthologien auch verschiedene Lyrik- und Prosa-Reihen heraus.
Martin Werhand lebt und arbeitet in Melsbach, Rheinland-Pfalz.

## Lyrische Projekte
Seit 1999 hat Martin Werhand als Verleger, Herausgeber und Autor gemeinsam mit Institutionen, Buchhandlungen und Verlagen zahlreiche lyrische Projekte unterstützt und umgesetzt, unter anderem 2003 am Welttages des Buches in Münster, zusammen mit der Thalia Holding, wo er als Herausgeber des Bandes neben sechs anderen Lyrikern, unter anderem den Autoren Florian Cieslik, Patric Hemgesberg und Thomas Bruns, am 23. April bei einer Lesung auch als Autor in Erscheinung trat. Ebenso 2006, wo die Bremer Straßenbahn AG unter der Leitung von Renato Mismetti und Joachim Tuz das Projekt Poesie Bewegt mit zahlreichen Autoren aus dem Martin Werhand Verlag veranstaltete. Auch dort war Martin Werhand mit einem Gastbeitrag als Autor vertreten. In den Jahren 2018 und 2019 nutzte der WDR Bände aus dem Martin Werhand Klassiker-Verlagsprogramm 50 zeitlose Gedichte für einen Beitrag zur Sendung: Liegen bleiben - Regen ... und Liegen bleiben - Die Lebensfreude in dichterischer und musikalischer Form.

## Als Herausgeber
| - Traumfahrt: 50 zeitlose Gedichte, von Achim von Akerman 2016, ISBN 978-3-943910-70-4. - Graunebel: 50 zeitlose Gedichte, von Max Geißler 2016, ISBN 978-3-943910-71-1. - Totentanz: 50 zeitlose Gedichte, von Franz Werfel 2016, ISBN 978-3-943910-72-8. - Schneewinter: 50 zeitlose Gedichte, von Stefan Zweig 2016, ISBN 978-3-943910-73-5. - Grabgang: 50 zeitlose Gedichte, von Frida Schanz 2016, ISBN 978-3-943910-74-2. - Traumgesicht: 50 zeitlose Gedichte, von Albrecht Haushofer 2016, ISBN 978-3-943910-75-9. - Wegwarte: 50 zeitlose Gedichte, von Isolde Kurz 2016, ISBN 978-3-943910-85-8. - Tagesanbruch: 50 zeitlose Gedichte, von Gustav Falke 2017, ISBN 978-3-943910-80-3. - Geistesflug: 50 zeitlose Gedichte, von Martin Greif 2017, ISBN 978-3-943910-78-0. - Abendstille: 50 zeitlose Gedichte, von Frieda Jung 2017, ISBN 978-3-943910-84-1. - Bachgeleite: 50 zeitlose Gedichte, von Karl Mayer 2017, ISBN 978-3-943910-93-3. - Himmelsnähe: 50 zeitlose Gedichte, von Conrad Ferdinand Meyer 2017, ISBN 978-3-943910-95-7. - Glockenklang: 50 zeitlose Gedichte, von Wilhelm Raabe 2017, ISBN 978-3-943910-87-2. - Weltherbst: 50 zeitlose Gedichte, von Siegbert Stehmann 2017, ISBN 978-3-943910-88-9. - Streikbrecher: 50 zeitlose Gedichte, von Paul Zech 2017, ISBN 978-3-943910-91-9. - Herbstbild: 50 zeitlose Gedichte, von Johanna Ambrosius 2017, ISBN 978-3-943910-76-6. - Sommermorgen: 50 zeitlose Gedichte, von Marie von Ebner-Eschenbach 2017, ISBN 978-3-943910-79-7. - Waldeinsamkeit: 50 zeitlose Gedichte, von Heinrich Heine 2017, ISBN 978-3-943910-81-0. - Perlenfischer: 50 zeitlose Gedichte, von Carl Sternheim 2017, ISBN 978-3-943910-89-6. - Morgane: 50 zeitlose Gedichte, von Theodor Storm 2017, ISBN 978-3-943910-90-2. - Traumgewölk: 50 zeitlose Gedichte, von Albin Zollinger 2017, ISBN 978-3-943910-92-6. - Heimatklänge: 50 zeitlose Gedichte, von Stine Andresen 2018, ISBN 978-3-943910-94-0. - Herbstpark: 50 zeitlose Gedichte, von Paul Boldt 2018, ISBN 978-3-96175-009-2. - Eiskönigin: 50 zeitlose Gedichte, von Max Bruns 2018, ISBN 978-3-96175-011-5. - Bergschloß: 50 zeitlose Gedichte, von Johann Wolfgang Goethe 2018, ISBN 978-3-96175-040-5. - Geistergruß: 50 zeitlose Gedichte, von Gottfried Keller 2018, ISBN 978-3-96175-040-5. - Waldsage: 50 zeitlose Gedichte, von Karl Ernst Knodt 2018, ISBN 978-3-96175-060-3. - Sinnenrausch: 50 zeitlose Gedichte, von Else Lasker-Schüler 2018, ISBN 978-3-96175-067-2. - Abendgang: 50 zeitlose Gedichte, von Detlev von Liliencron 2018, ISBN 978-3-96175-071-9. - Traumburg: 50 zeitlose Gedichte, von Oskar Loerke 2018, ISBN 978-3-96175-073-3. - Götterwink: 50 zeitlose Gedichte, von Eduard Mörike 2018, ISBN 978-3-96175-079-5. - Vorfrühling: 50 zeitlose Gedichte, von Rainer Maria Rilke 2018, ISBN 978-3-96175-085-6. - Welträtsel: 50 zeitlose Gedichte, von Georg Ruseler 2018, ISBN 978-3-943910-97-1. - Schöpfung: 50 zeitlose Gedichte, von Hans Schiebelhuth 2018, ISBN 978-3-943910-96-4. - Bergnebel: 50 zeitlose Gedichte, von Gustav Schüler 2018, ISBN 978-3-96175-099-3. - Herbstnebel: 50 zeitlose Gedichte, von Wilhelmine Gräfin Wickenburg-Almásy 2018, ISBN 978-3-96175-116-7. - Abendlied: 50 zeitlose Gedichte, von Otto Julius Bierbaum 2018, ISBN 978-3-96175-007-8. - Zauberblick: 50 zeitlose Gedichte, von Joseph von Eichendorff 2018, ISBN 978-3-96175-025-2. - Aufblick: 50 zeitlose Gedichte, von Anton Wildgans 2019, ISBN 978-3-96175-117-4. - Dünenhaus: 50 zeitlose Gedichte, von Stefan George 2019, ISBN 978-3-96175-039-9. - Weihestunde: 50 zeitlose Gedichte, von Carl Spitteler 2019, ISBN 978-3-96175-102-0. - Nebelbild: 50 zeitlose Gedichte, von Paul Heyse 2019, ISBN 978-3-96175-052-8. - Wanderlied: 50 zeitlose Gedichte, von Rudolf Baumbach 2019, ISBN 978-3-96175-005-4. - Waldasyl: 50 zeitlose Gedichte, von Robert Hamerling 2019, ISBN 978-3-96175-123-5. - Heidenglaube: 50 zeitlose Gedichte, von Edgar Kurz 2019, ISBN 978-3-96175-122-8. - Weltseele: 50 zeitlose Gedichte, von Adolf Vögtlin 2019, ISBN 978-3-96175-112-9. | - Junge Lyrik – 50 Dichterinnen und Dichter 1999, ISBN 3-9806390-1-0 (Mitautor) Auch zweite, überarbeitete Auflage. - Junge Lyrik II – 50 Dichterinnen und Dichter 2000, ISBN 3-9806390-0-2. - Junge Lyrik III – 50 Dichterinnen und Dichter 2002, ISBN 3-9806390-3-7. (Mitautor) Auch zweite, überarbeitete Auflage. - Die Jahreszeiten der Liebe – 36 Dichterinnen und Dichter 2006, ISBN 3-9806390-4-5 (Mitautor) - Zauberwelten: 100 Gedichte, von Meinolf Finke, 2014, ISBN 978-3-943910-03-2. - Quintessenz: 100 Gedichte, von Thorsten Libotte, 2014, ISBN 978-3-943910-00-1. - Mitbürger: 100 Gedichte, von Thorsten Libotte 2014, ISBN 978-3-943910-01-8. - Mitschrift: 100 Gedichte, von Thomas Wensing, 2014, ISBN 978-3-943910-06-3. - Anthrophobia: 100 Gedichte, von Werner Moskopp 2014, ISBN 978-3-943910-09-4. - Gesterntränen: 100 Gedichte, von Tobias Seitz 2014, ISBN 978-3-943910-12-4. - Krsna-Bewusstsein: Aphorismen, von Werner Moskopp 2015, ISBN 978-3-943910-10-0. - Sozialisolation: 100 Gedichte, von Frank Findeiß, 2015, ISBN 978-3-943910-16-2. - Zwischenspiel: Kurzgeschichten, von Thomas Wensing 2015, ISBN 978-3-943910-07-0. - Nebeltag: 100 Gedichte, von Uwe Martens 2015, ISBN 978-3-943910-14-8. - Zapping: 250 Gedichte, von Thorsten Libotte 2015, ISBN 978-3-943910-02-5. - Sonnenhonig: 100 Gedichte, von Ann Catrin Apstein-Müller, 2015, ISBN 978-3-943910-20-9. - Lichtgestöber: 100 Sonette, von Meinolf Finke 2015, ISBN 978-3-943910-04-9. - Großstadtsommer: 100 Gedichte, von Christian Jahl 2015, ISBN 978-3-943910-13-1. - Sternenstaub: 50 Gedichte, von Thomas Bruns 2015, ISBN 978-3-943910-21-6. - Blutonium: 100 Gedichte, von Frank Findeiß 2016, ISBN 978-3-943910-22-3. - Sandtropfen: 50 Gedichte, von Vera Ludwig 2016, ISBN 978-3-943910-25-4. - Herbstspaziergang: 100 Gedichte, von Christian Brune-Sieren 2016, ISBN 978-3-943910-26-1. - Degravitation: 50 Gedichte in Deutsch - 50 Poems in English, von Ann Catrin Apstein-Müller 2016, ISBN 978-3-943910-23-0. - Morgenröte: 100 Gedichte, von Thomas Bruns 2016, ISBN 978-3-943910-32-2. - Meditation: 50 Gedichte, von Christof Schadt 2016, ISBN 978-3-943910-30-8. - Feuertanz: 50 Gedichte, von Cindy Vogel 2016, ISBN 978-3-943910-38-4. - Zeitungsstand: 50 Gedichte, von Christian Jahl 2016, ISBN 978-3-943910-28-5. - Horizont: 100 Gedichte, von Vera Ludwig 2016, ISBN 978-3-943910-31-5. - Der letzte Tanz: Krimi-Kurzgeschichten, von Renate Freund 2016, ISBN 978-3-943910-29-2. - Wintersonne: 50 Sonette, von Meinolf Finke 2016, ISBN 978-3-943910-34-6. - Albtrauma: 50 Gedichte, von Frank Findeiß 2017, ISBN 978-3-943910-43-8. - Weltwelke: 50 Gedichte, von Uwe Martens 2017, ISBN 978-3-943910-42-1. - Himmelreich: 50 Sonette, von Renate Freund 2017, ISBN 978-3-943910-65-0. - Goldregenzeit: 50 Sonette, von Meinolf Finke 2017, ISBN 978-3-943910-59-9. - Sinnpuppe: 50 Gedichte, von Renate Freund 2018, ISBN 978-3-943910-58-2. - Marzipanhaut: 50 Gedichte, von Evelyne A. Adenauer 2018, ISBN 978-3-943910-77-3. - Glassymphonien: 50 Sonette, von Renate Freund 2018, ISBN 978-3-943910-61-2. - Kassiber: 50 Gedichte, von Frank Findeiß 2018, ISBN 978-3-943910-62-9. - Sonnenähren: 100 Sonette, von Renate Freund 2018, ISBN 978-3-943910-64-3. - Zauberbuch: 150 Gedichte, von Thomas Bruns 2019, ISBN 978-3-943910-46-9. - Lichthoffnung: 50 Sonette, von Renate Freund 2019, ISBN 978-3-943910-49-0. - Herbsttag: 50 Gedichte, von Thomas Wensing, 2019, ISBN 978-3-943910-69-8. - Winterruhe: 100 Gedichte, von Renate Freund 2019, ISBN 978-3-943910-48-3. - Alphasucht: 50 Gedichte, von Frank Findeiß 2019, ISBN 978-3-943910-66-7. - Dorfidylle: 250 Gedichte, von Renate Freund 2019, ISBN 978-3-943910-47-6. - Blütenlese: 250 Gedichte, von Meinolf Finke, 2019, ISBN 978-3-943910-37-7. |